# Ligne 57 (Infrabel)
Pour les articles homonymes, voir Ligne 57.
La ligne 57 est une ligne ferroviaire belge du réseau Infrabel entre Alost et Lokeren via Termonde. La section entre Alost et Audeghem est fermée et démantelée.

## Histoire

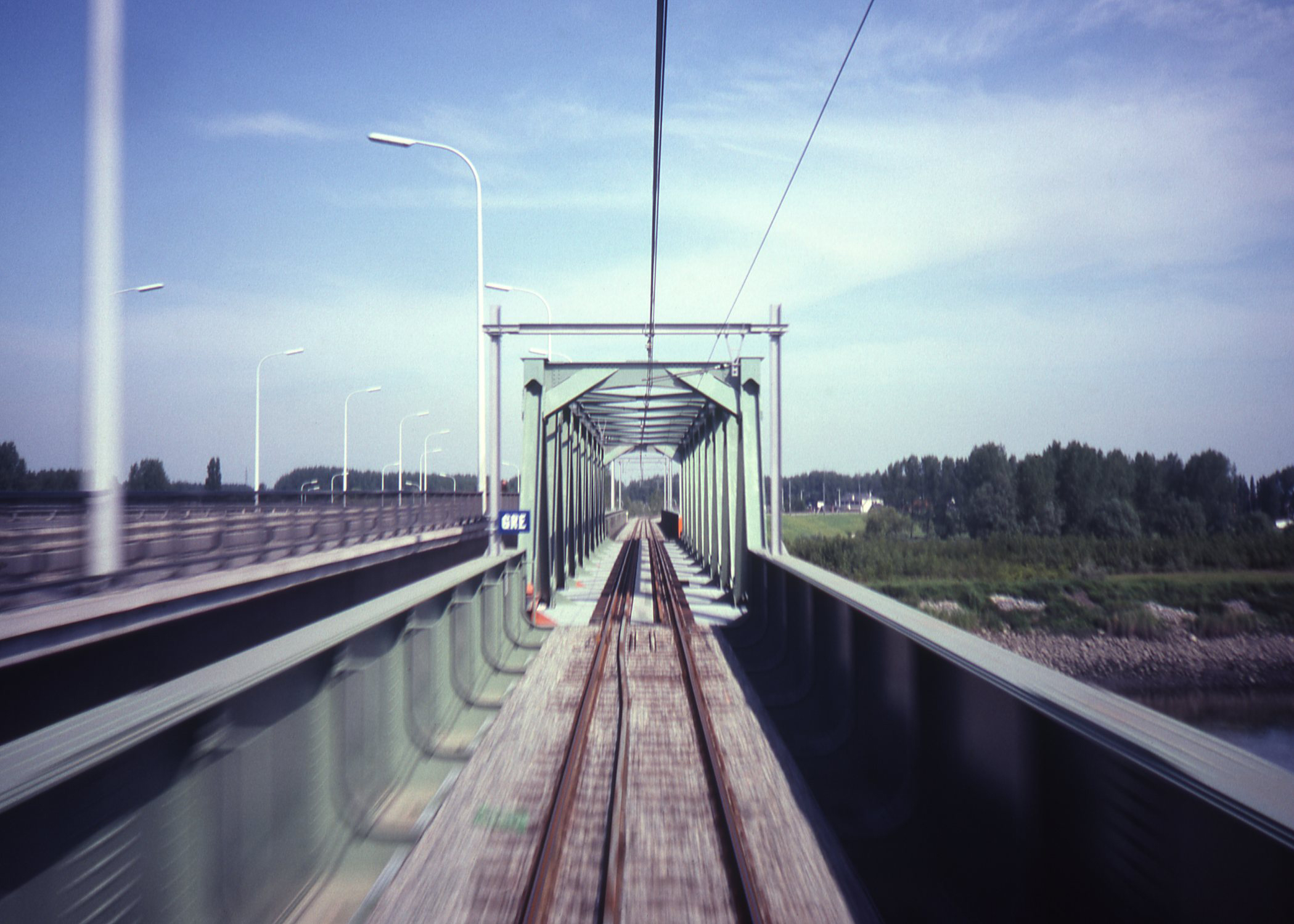
Sur le nouveau pont à Termonde (1981).

Le chemin de fer entre Malines et Gand est ouvert en 1837. Sa section entre Audgehem et Termonde est aussi utilisée par la relation entre Alost et Lokeren dont la section entre Alost et Audgehem est ouvert le 19 juin 1853, la section entre Termonde et Lokeren suit le 13 février 1856. La ligne Alost-Audeghem est fermée aux passagers et aux marchandises le 31 mai 1964, les voies sont démantelées entre 1966 et 1969. Une piste cyclable est installée sur l'ancienne route entre Alost et Gijzegem. Le trafic entre Termonde et Lokeren est temporairement interrompu à partir du 29 mai 1976 pour l'électrification de la ligne. Le trafic passagers est rouvert en 1977 entre Zele et Lokeren. Un nouveau pont sur l'Escaut est construit à Termonde, et la ligne Termonde-Lokeren est rouverte complètement le 28 avril 1981.